# Красный (Юдановское сельское поселение)
Кра́сный — посёлок в Бобровском районе Воронежской области.
Входит в состав Юдановского сельского поселения.

## Население
| 2000 | 2005 | 2010 |
| ---- | ---- | ---- |
| 134  | ↗141 | →141 |